# D-aminokiselina oksidaza
-aminokiselina oksidaza (EC 1.4.3.3, L-amino kiselina:O2 oksidoreduktaza) je enzim sa sistematskim imenom D-amino-kiselina:kiseonik oksidoreduktaza (deaminacija). Ovaj enzim katalizuje sledeću hemijsku reakciju
-aminokiselina +H2O + O2 {\displaystyle \rightleftharpoons } 2-okso karboksilat + NH3 +2O2
Ovaj enzim je flavoprotein (FAD). On ima široku specifičnost za D-aminokiseline. Takođe deluje na glicin.

## Literatura
- Nicholas C. Price; Lewis Stevens (1999). Fundamentals of Enzymology: The Cell and Molecular Biology of Catalytic Proteins (Third изд.). USA: Oxford University Press. ISBN 019850229X.
- Eric J. Toone (2006). Advances in Enzymology and Related Areas of Molecular Biology, Protein Evolution (Volume 75 изд.). Wiley-Interscience. ISBN 0471205036.
- Branden C; Tooze J. Introduction to Protein Structure. New York, NY: Garland Publishing. ISBN 0-8153-2305-0.
- Irwin H. Segel. Enzyme Kinetics: Behavior and Analysis of Rapid Equilibrium and Steady-State Enzyme Systems (Book 44 изд.). Wiley Classics Library. ISBN 0471303097.

## Spoljašnje veze
- D-amino-acid+oxidase на 